# Allium sintenisii
Allium sintenisii là một loài thực vật có hoa trong họ Amaryllidaceae. Loài này được Freyn mô tả khoa học đầu tiên năm 1892.